# Crvenka
Crvenka (en serbe cyrillique : Црвенка ; en hongrois : Cservenka ; en allemand : Tscherwenka ou Rotweil) est une ville de Serbie située dans la province autonome de Voïvodine. Elle fait partie de la municipalité de Kula dans le district de Bačka occidentale. Au recensement de 2011, elle comptait 9 003 habitants.
Le nom de la ville provient du mot serbe crveni, qui signifie « rouge ». 

## Démographie

### Évolution historique de la population
| 1948  | 1953  | 1961  | 1971   | 1981   | 1991   | 2002   | 2011  |
| ----- | ----- | ----- | ------ | ------ | ------ | ------ | ----- |
| 6 879 | 7 797 | 9 369 | 10 098 | 10 629 | 10 409 | 10 163 | 9 003 |

|  |

## Sport

Logo du FK Crvenka

Crvenka possède un club de football, le FK Crvenka et aussi d'un club de handball en première division le RK Crvenka.

## Économie
Crvenka est le siège de la société Jaffa, qui produit des biscuits sous les marques Jaffa cakes, Munchmallow, Napolitanke, O’Cake, Jaffo, Polo keks, Domaći keks ; sous la marque Tak, la société vend aussi des biscuits salés. Parmi les autres entreprises de la ville, on peut signaler la sucrerie Crvenka fabrika šećera, créée en 1911. Cette dernière entreprise entre dans la composition du BELEXline, l'un des trois indices de la Bourse de Belgrade.